# Провулок Йосипа Пачоського
Провулок Йосипа Пачоського — провулок у Центральному районі міста Херсон.

## Розташування
Пролягає від вулиці Хірурга Вороного до вулиці Володимира Примаченка. До провулку прилучаються: вулиці Хірурга Вороного, Юрія Керпатенка, Рішельєвська, Червоного Хреста, Ілька Борщака, вулиця Володимира Примаченка та провулок Засипна Балка. Перетинають провулок: вулиці Форштадтська, Гірського, Бориса Мозолевського.
Протяжність — 650 м.

## Історія
Перша назва — вулиця Крепіса. В 1922 році радянською владою було надано нову назву — провулок Спартаківський, на честь римського гладіатора Спартака. Розпорядженням міського голови Херсона Володимира Миколаєнка від 19 лютого 2016 року частина провулку, від вулиці Хірурга Вороного до вулиці Маяковського, було перейменовано на провулок Йосипа Пачоського.

## Об'єкти і будівлі
- буд. 72 — Херсонський міський об'єднаний військовий комісаріат